# Igor Bonciucov
Igor Bonciucov (* 16. März 1973 in Dubăsari) ist ein ehemaliger moldauischer Radrennfahrer.

## Karriere
Bereits in seiner ersten Saison als Profi 1996, in der er für das italienische Team Roslotto-ZG Mobili an den Start ging, konnte Igor Bonciucov einen internationalen Erfolg für sich verbuchen, als er die Gesamtwertung des kanadischen Etappenrennens Tour de Beauce zu seinen Gunsten entscheiden konnte. Dennoch konnte er in den folgenden vier Jahren keine Mannschaft bei den Profis finden und ging daher für kleinere Amateurteams an den Start. In dieser Zeit gewann er die Gesamtwertung der Rumänien-Rundfahrt und konnte sich in den Jahren 1997, 1999 und 2000 jeweils als Zweiter bei der moldauischen Meisterschaft im Einzelzeitfahren platzieren sowie 1998 als Zweiter im Straßenrennen. In der Saison 2001 nahm ihn dann die polnische Mannschaft Atlas-Ambra unter Vertrag und Bonciucov bedankte sich mit je einem Etappensieg bei der Vuelta a Asturias und der 
Slowakei-Rundfahrt sowie dem Gewinn der moldauischen Meisterschaften im Straßenrennen. Nach einem weiteren Jahr bei den Profis in der Saison 2003 für das Team Miche beendete Igor Bonciucov seine Profikarriere.

## Erfolge
1996
- Gesamtwertung Tour de Beauce

1998
- Gesamtwertung Rumänien-Rundfahrt

2001
- eine Etappe Vuelta a Asturias
- Moldauischer Meister im Straßenrennen
- eine Etappe Slowakei-Rundfahrt

## Teams
- 1996 Roslotto-ZG Mobili
- 2001 Atlas-Ambra
- 2003 Miche